# Sven Roeren

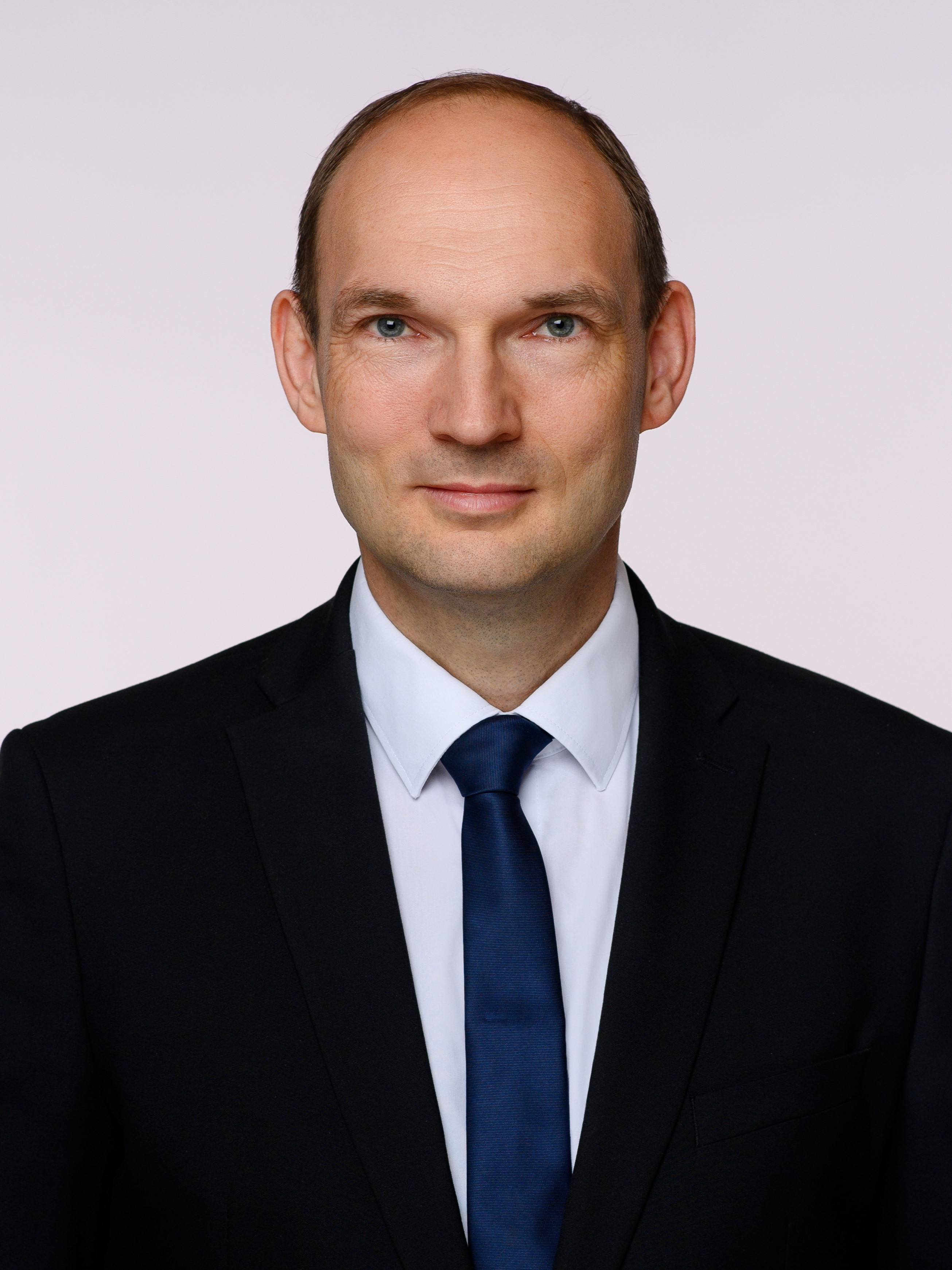
Sven Roeren (2025)

Sven Roeren (* 1978 in München) ist ein deutscher Ingenieur, Manager, Unternehmer und Hochschulprofessor. Er hat mehrere Unternehmen gegründet und ist u. a. Geschäftsführer der roeren GmbH, einem international tätigen Beratungsunternehmen mit Sitz in Landshut, das sich auf Produktions-, Prozess- und Lieferkettenmanagement spezialisiert hat. Roeren ist ordentlicher Professor für Produktionsmanagement an der Hochschule Landshut. Dort ist er Dekan der Fakultät Gesundheit Kommunikation Mensch-Technik-Interaktion. Sein beruflicher Werdegang ist geprägt von Führungspositionen in Industrie, Wissenschaft und Beratung.

## Leben und Ausbildung
Sven Roeren wurde 1978 in München geboren und wuchs dort auf. Nach dem Erwerb des Abiturs am humanistischen Karlsgymnasium München-Pasing absolvierte er den Diplom-Studiengang Maschinenwesen an der Technischen Universität München (TUM), wo er auch mit Auszeichnung promovierte. Von 2003 bis 2006 war Roeren als Wissenschaftlicher Assistent am Institut für Werkzeugmaschinen und Betriebswissenschaften (iwb) tätig. Während dieser Zeit forschte er an der Planung und Steuerung verketteter Produktionsprozesse. Seine Dissertation mit dem Titel Komplexitätsvariable Einflussgrößen für die bauteilbezogene Struktursimulation thermischer Fertigungsprozesse wurde 2007 veröffentlicht und entstand am Institut für Werkzeugmaschinen und Betriebswissenschaften (kurz: iwb) der TUM.

## Beruflicher Werdegang
Nach seiner Promotion an der Technischen Universität München am Institut für Werkzeugmaschinen und Betriebswissenschaften (iwb) begann Sven Roeren seine Karriere in der Wirtschaft. Von 2007 bis 2010 war er bei der Franz Xaver Meiller Fahrzeug- und Maschinenfabrik GmbH & Co. KG in verschiedenen leitenden Funktionen tätig, unter anderem als Produktionsleiter am Stammwerk in München und Leiter Strategische Projekte sowie ab 2009 Mitglied des Führungskreises der Meiller-Unternehmensgruppe. Anschließend wechselte er als Manager zur Unternehmensberatung Kemény Boehme & Company GmbH.
Im Jahr 2011 gründete Roeren die roeren GmbH, ein auf Produktions-, Prozess- und Lieferkettenmanagement spezialisiertes Beratungsunternehmen. Die Firma ist international tätig und betreut mittelständische sowie Großunternehmen und Konzerne aus Branchen wie der Automobilindustrie, der Luftfahrt, der Energie- und dem Gesundheitswesen. Mit über 100 Beschäftigten stellt das Unternehmen die größte Managementberatung in Niederbayern dar.
Neben der reinen Beratungstätigkeit organisiert Roeren diverse Beteiligungen an anderen, zu roeren passenden Dienstleistungs- sowie Produktionsunternehmen. Er verfolgt damit das Ziel, technologische Innovationspotenziale frühzeitig zu erkennen, erprobte Managementansätze in die Beratung zu integrieren und Entwicklungspotenziale zu nutzen.
Roeren selbst sieht seine unternehmerische Tätigkeit als Bindeglied zwischen Wissenschaft und Wirtschaft. Seine Verankerung als Hochschulprofessor, Dekan und Unternehmer nutzt er gezielt, um neue Methoden und Technologien in industriellen Kontexten zur Anwendung zu bringen und Aktuelles aus der Industrie in Lehrveranstaltungen und das Hochschulumfeld zu transportieren.

## Lehrtätigkeit
Sven Roeren wurde 2011 als Professor in Vollzeit für Produktionsmanagement an die Hochschule Landshut berufen. Dort lehrt er seither in den Bereichen Produktionsmanagement, Investitionsmanagement, Fertigungstechnik, Unternehmensführung, E-Health sowie International Business Management for Engineers in diversen Bachelor- und Masterstudiengängen. Darüber hinaus hielt Roeren bereits Vorlesungen an weiteren Universitäten und Hochschulen in englischer und italienischer Sprache – etwa an der Alecu-Russo-Universität in Bălți (Republik Moldau), Università degli studi Aldo Moro di Bari (Italien) und der Technischen Universität München.
Als Mitglied der Fakultät Maschinen- und Bauwesen wirkte er über viele Jahre hinweg als Dekan. Im Mai 2023 übernahm er als externer Dekan die Leitung der Fakultät Gesundheit Kommunikation Mensch-Technik-Interaktion (ehemals Fakultät Interdisziplinäre Studien – kurz: IDS).
Roeren ist stellvertretender Institutsleiter des Technologiezentrums PULS in Dingolfing. Bis 2024 war er zudem geschäftsführender Gesellschafter des An-Instituts, dem Technologiezentrum Dingolfing Beratungs- und Schulungs-GmbH.

## Trivia
Sven Roeren betrieb in seiner Jugend Leichtathletik und zählte in drei olympischen Disziplinen (Weitsprung, Hochsprung, Sprint) zur nationalen Spitze. Dabei wurde er zweifacher Deutscher B-Jugendmeister. Bis heute ist er Mentor für ehemalige Spitzensportler sowohl in der Leichtathletik als auch im Fußball.
Als Jazz-, Pop- und Soul-Sänger trat er zudem in den Jahren 1996 bis 2020 bei ca. 3.000 Konzerten und Gastspielen sowohl im kommerziellen Bereich als auch bei Benefizveranstaltungen auf.
Roeren engagiert sich als überzeugter Demokrat politisch und war in den Jahren 2008 bis 2022 in seinem Wohnort Olching kommunalpolitisch aktiv.